# Country National Airplay
Die vom Branchen-Magazin R&R einmal pro Woche veröffentlichten Charts Country National Airplay galten hinter Billboards Hot Country Songs als zweite bedeutende Hitparade für Musikstücke aus dem Genre Country-Musik.
Einmal pro Woche übermittelten die ca. 100 einbezogenen nordamerikanischen Radiosender Playlists, in denen aufgeführt war, wie oft ein Titel gespielt wurde. Je nach Zuhörerzahl des Senders wurden die Zahlen gewichtet, d. h. mit der Gewichtung des Senders multipliziert. Dieses wird durch die Anzahl seiner Zuhörer bestimmt, die in einem Viertelstunden-Raster ermittelt wurden. Die summierten Werte bestimmten die wöchentliche Position der 50 Ränge umfassenden Hitparade.
Ein Song, der an drei aufeinanderfolgenden Wochen an Punkten verlor, wurde aus den Charts entfernt, es sei denn, er befand sich auf Platz eins. Verkaufszahlen von Singles oder anderen Tonträgern wurden nicht einbezogen.
Mit dem Ende der Zeitschrift R&R 2009 endete auch die Chartauswertung.